# Kabuki-Syndrom
Das Kabuki-Syndrom (früher auch Niikawa-Kuroki-Syndrom oder Kabuki-Make-up-Syndrom genannt) ist eine sehr seltene angeborene Krankheit, welche aus einem Gendefekt resultiert. Der Name leitet sich von Kabuki, einer traditionellen japanischen Form des Theaters, ab, da die betroffenen Patienten spezielle Gesichtsmerkmale aufweisen, die an das dort verwendete Augen-Make-up erinnern. Der Zusatz „Make-up“ wurde jedoch aus dem Namen genommen, da er von betroffenen Familien beanstandet wurde.

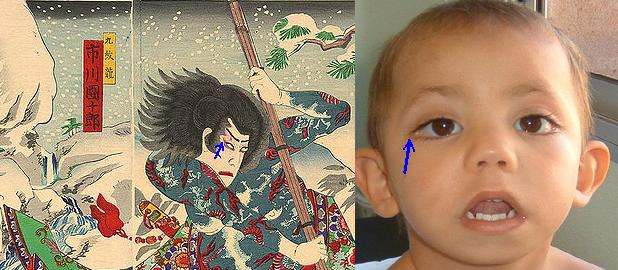
Vergleich des Kabuki-Theater-Make-ups mit den typischen Kabuki-Syndrom-Gesichtsmerkmalen

## Beschreibung
Die Symptome des Kabuki-Syndroms können sehr unterschiedlich stark ausfallen, die meisten Betroffenen haben auffällige Gesichtsmerkmale, eine angeborene geistige Behinderung und mehrere organische Fehlbildungen.
Die Besonderheiten im Gesicht sind lange Lidspalten, die im äußeren Drittel herabhängen, lange Wimpern, gebogene Augenbrauen, hervorstehende Ohrmuscheln, eine flache und breite Nase sowie heruntergezogene Mundwinkel.
Die geistige Behinderung führt meist zu einer leichten bis mittleren Verminderung der Intelligenz.
Angeborene Herzfehler, wie beispielsweise eine Aortenisthmusstenose oder ein atrio-ventrikulärer Septumdefekt, sind bei etwa 50 % der Patienten vorhanden. Unspezifische Anomalien im Skelettaufbau sind ebenfalls sehr häufig. Dazu gehören Klinodaktylie (Abknicken eines Fingerglieds im Handskelett), Skoliose (seitliche Verbiegung der Wirbelsäule) und Luxationen der Hüfte oder Kniescheibe.
Neurologische Symptome wie Muskelhypotonie, Krampfanfälle, Mikrozephalie, durch Nystagmus oder Schielen hervorgerufene Sehstörungen sind bei etwa 2/3 der betroffenen Patienten zu beobachten. Über 50 % der Patienten bekommen im Laufe ihres Lebens eine Verminderung der Hörfähigkeit. Sowohl im Milch- als auch im Dauergebiss fehlen häufig einige Zähne.
Das Syndrom an sich reduziert nicht die Lebenserwartung der Betroffenen, aber die daraus folgenden Fehlbildungen können dazu führen.

## Inzidenz
Die Inzidenz liegt bei etwa 1:32.000, unabhängig von Geschlecht, Herkunft oder Umgebung. In Japan wurde es bis 2005 bei etwa 100 Kindern diagnostiziert. In einer Studie wurden dagegen 300 Patienten aufgeführt.

## Genetik
Die meisten in der Literatur beschriebenen Fälle sind sporadische De-novo-Mutationen. Es sind allerdings auch familiäre Fälle bekannt, die auf einen autosomal-dominanten Erbgang schließen lassen. Bislang sind zwei Gene bekannt, welche bei einem Defekt zum Kabuki-Syndrom führen: KMT2D und KDM6A. KMT2D (vorher bekannt als MLL2, MLL4 oder ALR) wurde im Jahr 2010 als Verursacher für das Kabuki-Syndrom Typ 1 identifiziert, zwei Jahre später wurden Mutationen in KDM6A als Grund für das Kabuki-Syndrom Typ 2 erkannt.

## Diagnose
Im Jahr 2019 wurde von einem Team aus Experten ein Leitfaden zur klinischen Diagnose veröffentlicht. Demnach kann die Diagnose zu jedem Alter gestellt werden, wenn eine Vorgeschichte aus infantiler Hypotonie, Entwicklungsverzögerung und/oder geistiger Behinderung sowie eines oder beide der folgenden Hauptkriterien vorliegen: (1) eine pathogene oder wahrscheinlich pathogene Mutation in KMT2D oder KDM6A; (2) typische dysmorphische Merkmale wie: lange Lidspalten mit Herabhängen des äußeren Drittels des unteren Augenlids und zwei oder mehr der folgenden Nebenkriterien: (1) gewölbte und breite Augenbrauen mit zerfranstem seitlichen Drittel, (2) breite und flache Nasenspitze, (3) große, prominente oder abstehende Ohren und (4) persistierende fetale Fingerpads.

## Therapie
Eine Heilung für das Kabuki-Syndrom existiert nicht, die Behandlung erfolgt symptomatisch. Bei Neudiagnose werden in den meisten Fällen die Herzfunktion (Echokardiografie) und die Nierenfunktion (Ultraschall) untersucht, der Immunglobulinspiegel bestimmt sowie Seh- und Hörtests durchgeführt. Im Falle von beispielsweise Krampfanfällen werden Standard-Epilepsiemedikamente verabreicht.
Es wird aktuell (Februar 2019 bis Februar 2021) im University Hospital in Montpellier an 4 Kabuki-Patienten die CRISPR/Cas9-Technologie getestet. Zum einen soll hiermit das Syndrom erforscht werden, es sind aber auch therapeutische Ansätze geplant.

## Erstbeschreibung
Das Kabuki-Syndrom wurde erstmals 1981 von den japanischen Ärzten Norio Niikawa (新川 詔夫) und Yoshikazu Kuroki (黒木 良和) beschrieben. Das Kabuki-Syndrom wird deshalb auch Niikawa-Kuroki-Syndrom genannt.

Kinder mit Kabuki-Syndrom
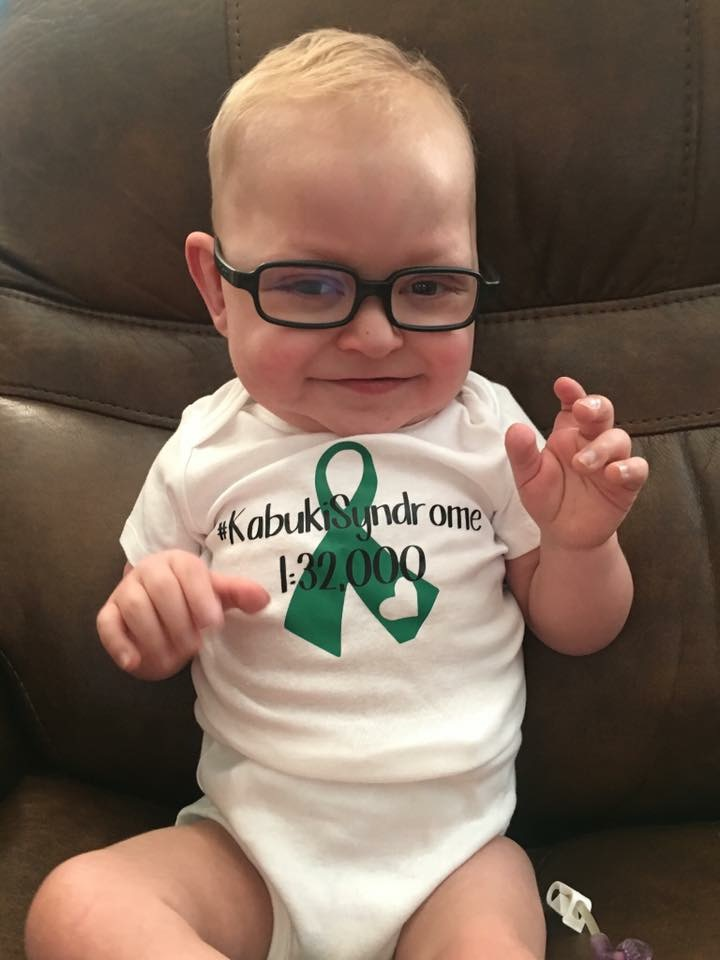